# Where We Are Tour
O Where We Are Tour foi a terceira turnê pela boyband britânica-irlandesa de música pop One Direction. A turnê visitou estádios entre abril e outubro de 2014, com adição de apresentações especiais em Las Vegas em 20 de setembro de 2014 para o iHeartRadio Music Festival. A turnê oficialmente começou em 25 de abril de 2014 no Estádio El Campín em Bogotá, na Colômbia e terminou em 5 de outubro de 2014, no Sun Life Stadium em Miami, Flórida. Ele promoveu o terceiro álbum de estúdio da banda, Midnight Memories, também anunciado junto com a turnê. A banda de pop rock australiana 5 Seconds of Summer abriu a turnê no Reino Unido, na Europa e nos Estados Unidos. A turnê arrecadou US$ 290,2 milhões em vendas depois de 69 apresentações com público total de 3,4 milhões. Tornou-se a 13ª turnê de maior bilheteria de todos os tempos.

## Antecedentes
A turnê foi anunciada pela One Direction durante uma conferência de imprensa em 16 de maio de 2013 no estádio de Wembley. One Direction levantou £600.000 para Stand Up to Cancer, devido a eles, cada 50 centavos de cada bilhete vendido, ia para a caridade. Em março de 2014, a banda australiana 5 Seconds of Summer anunciou que abriria a turnê no Reino Unido, na Europa e nos Estados Unidos.

## Performance comercial

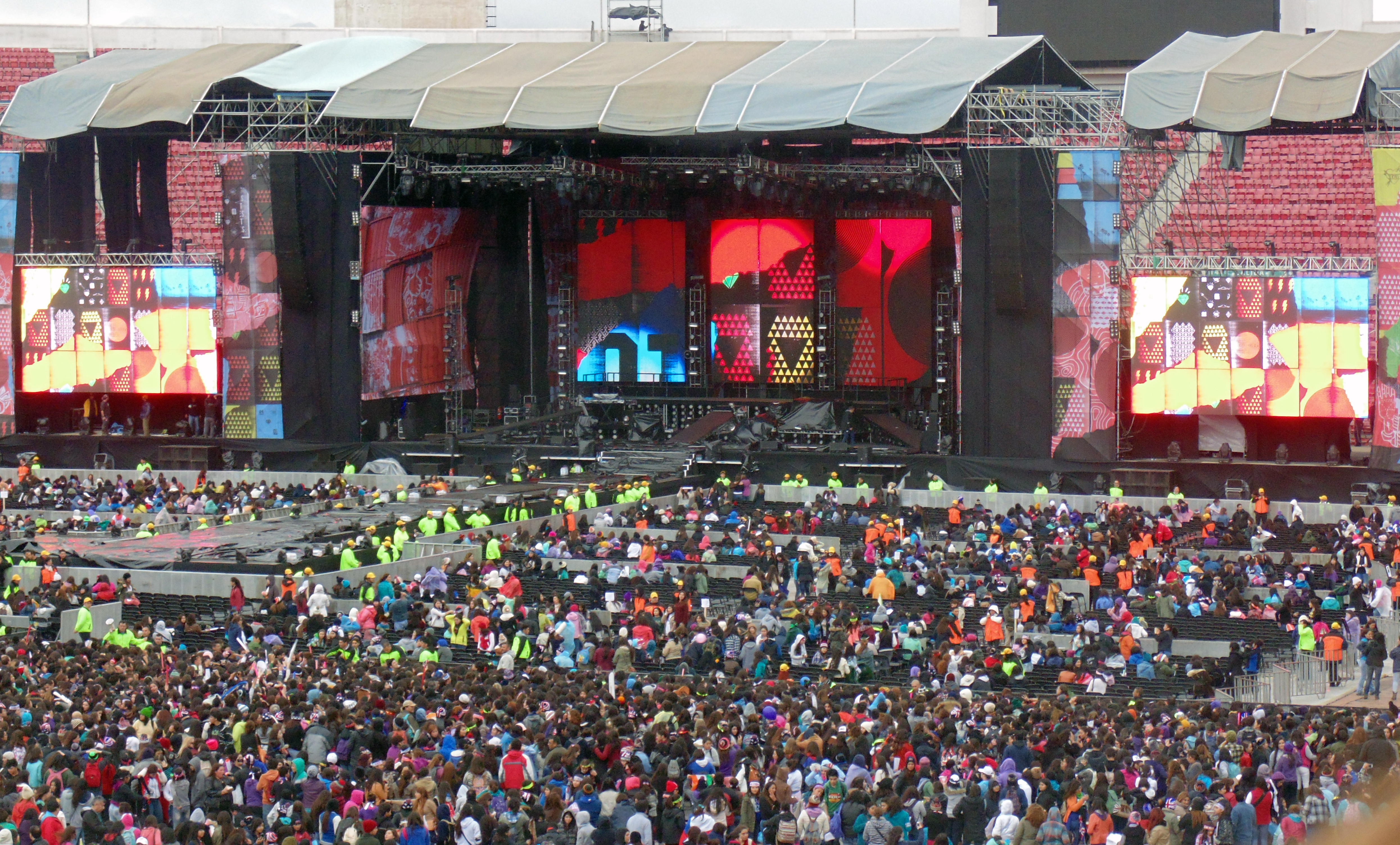
Palco da turnê em Santiago, Chile

O começo da turnê em Bogotá esgotou todos os 20.000 bilhetes em algumas horas, incluindo os bilhetes adicionais que promotores disponibilizaram meses depois.
Também foi anunciado que quando os ingressos foram colocados à venda em 25 de maio de 2013, eles esgotaram em minutos; No mesmo dia, datas adicionais foram anunciadas para Dublin, Manchester e Londres. Depois de uma apresentação no Good Morning America em 26 de novembro de 2013, um dia após o lançamento do seu terceiro álbum de estúdio, a banda anunciou 21 datas adicionais para América do Norte. Três datas adicionais foram anunciadas em 27 de janeiro de 2014. Especula-se mais datas a anunciar. O primeiro show foi em 25 de abril de 2014, no Estádio El Campin, em Bogotá, Colômbia, que tem uma capacidade de 44 mil pessoas, que é um dos estádios mais pequenos que a banda usou na turnê.
A banda abriu o Radio 1's Big Weekend em Glasgow no Main Stage do festival em 24 de maio antes de voltar a Dublin para realizar um segundo show naquela noite. Eles também abriram a segunda noite do iHeart Radio Music Festival em 20 de setembro, na arena MGM Grand Garden em Las Vegas.

## Transmissão e gravações
Os shows dos dias 28 e 29 de junho de 2014 em San Siro, em Milão, Itália foram gravados. Eles foram lançados em DVD em dezembro de 2014. O DVD contém o show inteiro, bem como o conteúdo de bônus, incluindo cenas de bastidores. O filme foi lançado em 11-12 de outubro de 2014 em cinemas locais em todo o mundo antes de seu lançamento em DVD. O tempo de execução do show é de 96 minutos.[carece de fontes?]

## Setlist
Esta setlist é representativa do desempenho em 4 de agosto de 2014. Ele não representa todos os concertos da turnê.
1. "Midnight Memories"
2. "Little Black Dress"
3. "Kiss You"
4. "Why Don't We Go There"
5. "Rock Me"
6. "Don't Forget Where You Belong"
7. "Live While We're Young"
8. "C'mon, C'mon
9. "Right Now"
10. "Through the Dark"
11. "Happily"
12. "Little Things"
13. "Moments"
14. "Strong"
15. "Better Than Words"
16. "Alive"
17. "One Thing"
18. "Diana"
19. "What Makes You Beautiful"

Encore
1. "You & I"
2. "Story of My Life"
3. "Little White Lies"
4. "Best Song Ever"

## Shows
| Data                   | Cidade          | País           | Local do evento               | Ato de abertura                   | Ingressos Vendidos / Disponíveis | Faturamento    |
| America do Sul         | America do Sul  | America do Sul | America do Sul                | America do Sul                    | America do Sul                   | America do Sul |
| ---------------------- | --------------- | -------------- | ----------------------------- | --------------------------------- | -------------------------------- | -------------- |
| 25 de abril de 2014    | Bogotá          | Colômbia       | Estádio El Campín             | El Freaky                         | 34,935 / 34,935                  | $4,427,910     |
| 27 de abril de 2014    | Lima            | Peru           | Estadio Nacional              | Abraham Mateo                     | 32,601 / 32,601                  | $3,362,870     |
| 30 de abril de 2014    | Santiago        | Chile          | Estadio Nacional              | Abraham Mateo                     | 87,324 / 87,324                  | $7,688,500     |
| 1 de maio de 2014      | Santiago        | Chile          | Estadio Nacional              | Abraham Mateo                     | 87,324 / 87,324                  | $7,688,500     |
| 3 de maio de 2014      | Buenos Aires    | Argentina      | Estádio Velez Sarsfield       | Sonus                             | 80,622 / 80,622                  | $5,682,760     |
| 4 de maio de 2014      | Buenos Aires    | Argentina      | Estádio Velez Sarsfield       | Sonus                             | 80,622 / 80,622                  | $5,682,760     |
| 6 de maio de 2014      | Montevideo      | Uruguai        | Estádio Centenário            | Sonus                             | 30,958 / 30,958                  | $2,316,460     |
| 8 de maio de 2014      | Rio de Janeiro  | Brasil         | Parque dos Atletas            | P9                                | 45,087 / 45,087                  | $3,826,760     |
| 10 de maio de 2014     | São Paulo       | Brasil         | Estádio do Morumbi            | P9                                | 102,792 / 102,792                | $9,457,730     |
| 11 de maio de 2014     | São Paulo       | Brasil         | Estádio do Morumbi            | P9                                | 102,792 / 102,792                | $9,457,730     |
| Europa                 |                 |                |                               |                                   |                                  |                |
| 23 de maio de 2014     | Dublin          | Irlanda        | Croke Park                    | 5 Seconds of Summer               | 235,008 / 235,008                | $20,115,900    |
| 24 de maio de 2014     | Glasgow         | Escócia        | Glasgow Green                 | —                                 | —                                | —              |
| 24 de maio de 2014     | Dublin          | Irlanda        | Croke Park                    | 5 Seconds of Summer               | [ b ]                            | [ b ]          |
| 25 de maio de 2014     | Dublin          | Irlanda        | Croke Park                    | 5 Seconds of Summer               | [ b ]                            | [ b ]          |
| 28 de maio de 2014     | Sunderland      | Inglaterra     | Estádio da Luz                | 5 Seconds of Summer               | 51,231 / 51,231                  | $4,383,490     |
| 30 May 2014            | Manchester      | Inglaterra     | Etihad Stadium                | 5 Seconds of Summer               | 158,579 / 158,579                | $12,908,000    |
| 31 de maio de 2014     | Manchester      | Inglaterra     | Etihad Stadium                | 5 Seconds of Summer               | 158,579 / 158,579                | $12,908,000    |
| 1 de junho de 2014     | Manchester      | Inglaterra     | Etihad Stadium                | 5 Seconds of Summer               | 158,579 / 158,579                | $12,908,000    |
| 3 de junho de 2014     | Edinburgh       | Escócia        | Murrayfield Stadium           | 5 Seconds of Summer               | 64,623 / 64,623                  | $5,297,750     |
| 6 de junho de 2014     | Londres         | Inglaterra     | Estádio de Wembley            | 5 Seconds of Summer               | 236,566 / 236,566                | $20,017,900    |
| 7 de junho de 2014     | Londres         | Inglaterra     | Estádio de Wembley            | 5 Seconds of Summer               | 236,566 / 236,566                | $20,017,900    |
| 8 de junho de 2014     | Londres         | Inglaterra     | Estádio de Wembley            | 5 Seconds of Summer               | 236,566 / 236,566                | $20,017,900    |
| 13 June 2014           | Stockholm       | Suécia         | Friends Arena                 | 5 Seconds of Summer               | 88,978 / 88,978                  | $7,358,040     |
| 14 de junho de 2014    | Stockholm       | Suécia         | Friends Arena                 | 5 Seconds of Summer               | 88,978 / 88,978                  | $7,358,040     |
| 16 de junho de 2014    | Copenhaga       | Dinamarca      | Estádio Parken                | McBusted                          | 83,577 / 83,577                  | $8,190,650     |
| 17 de junho de 2014    | Copenhaga       | Dinamarca      | Estádio Parken                | McBusted                          | 83,577 / 83,577                  | $8,190,650     |
| 20 de junho de 2014    | Paris           | França         | Stade de France               | 5 Seconds of Summer McBusted      | 114,172 / 114,172                | $9,775,550     |
| 21 de junho de 2014    | Paris           | França         | Stade de France               | 5 Seconds of Summer McBusted      | 114,172 / 114,172                | $9,775,550     |
| 24 de junho de 2014    | Amsterdã        | Países Baixos  | Amsterdam Arena               | 5 Seconds of Summer               | 103,551 / 103,551                | $7,859,850     |
| 25 de junho de 2014    | Amsterdã        | Países Baixos  | Amsterdam Arena               | 5 Seconds of Summer               | 103,551 / 103,551                | $7,859,850     |
| 28 junho de 2014       | Milão           | Itália         | Stadio San Siro               | 5 Seconds of Summer               | 115,931 / 115,931                | $7,779,190     |
| 29 de junho de 2014    | Milão           | Itália         | Stadio San Siro               | 5 Seconds of Summer               | 115,931 / 115,931                | $7,779,190     |
| 2 de julho de 2014     | Düsseldorf      | Alemanha       | Esprit Arena                  | 5 Seconds of Summer               | 44,684 / 44,684                  | $3,395,490     |
| 4 de julho de 2014     | Berna           | Suíça          | Stade de Suisse               | 5 Seconds of Summer               | 31,037 / 31,037                  | $3,150,110     |
| 6 de julho de 2014     | Turim           | Itália         | Stadio Olimpico               | 5 Seconds of Summer               | 38,430 / 38,430                  | $3,294,610     |
| 8 de julho de 2014     | Barcelona       | Espanha        | Estadi Olímpic                | 5 Seconds of Summer Abraham Mateo | 40,333 / 40,333                  | $3,391,560     |
| 10 de julho de 2014    | Madrid          | Espanha        | Estadio Vicente Calderón      | 5 Seconds of Summer Abraham Mateo | 65,186 / 65,186                  | $5,409,230     |
| 11 de julho de 2014    | Madrid          | Espanha        | Estadio Vicente Calderón      | 5 Seconds of Summer Abraham Mateo | 65,186 / 65,186                  | $5,409,230     |
| 13 de julho de 2014    | Porto           | Portugal       | Estádio do Dragão             | D.A.M.A                           | 45,001 / 45,001                  | $3,868,070     |
| América do Norte       |                 |                |                               |                                   |                                  |                |
| 1 de agosto de 2014    | Toronto         | Canadá         | Rogers Centre                 | 5 Seconds of Summer               | 98,851 / 98,851                  | $6,634,920     |
| 2 de agosto de 2014    | Toronto         | Canadá         | Rogers Centre                 | 5 Seconds of Summer               | 98,851 / 98,851                  | $6,634,920     |
| 4 de agosto de 2014    | East Rutherford | Estados Unidos | MetLife Stadium               | 5 Seconds of Summer               | 139,247 / 139,247                | $12,345,803    |
| 5 de agosto de 2014    | East Rutherford | Estados Unidos | MetLife Stadium               | 5 Seconds of Summer               | 139,247 / 139,247                | $12,345,803    |
| 7 de agosto de 2014    | Foxborough      | Estados Unidos | Gillette Stadium              | 5 Seconds of Summer               | 148,251 / 148,251                | $13,475,239    |
| 8 de agosto de 2014    | Foxborough      | Estados Unidos | Gillette Stadium              | 5 Seconds of Summer               | 148,251 / 148,251                | $13,475,239    |
| 9 de agosto de 2014    | Foxborough      | Estados Unidos | Gillette Stadium              | 5 Seconds of Summer               | 148,251 / 148,251                | $13,475,239    |
| 11 de agosto de 2014   | Washington D.C. | Estados Unidos | Nationals Park                | 5 Seconds of Summer               | 42,834 / 42,834                  | $4,233,063     |
| 13 de agosto de 2014   | Filadélfia      | Estados Unidos | Lincoln Financial Field       | 5 Seconds of Summer               | 101,527 / 101,527                | $8,818,556     |
| 14 de agosto de 2014   | Filadélfia      | Estados Unidos | Lincoln Financial Field       | 5 Seconds of Summer               | 101,527 / 101,527                | $8,818,556     |
| 16 de agosto de 2014   | Detroit         | Estados Unidos | Ford Field                    | 5 Seconds of Summer               | 92,428 / 92,428                  | $8,304,416     |
| 17 de agosto de 2014   | Detroit         | Estados Unidos | Ford Field                    | 5 Seconds of Summer               | 92,428 / 92,428                  | $8,304,416     |
| 19 de agosto de 2014   | Nashville       | Estados Unidos | LP Field                      | 5 Seconds of Summer               | 53,472 / 53,472                  | $4,286,308     |
| 22 de agosto de 2014   | Houston         | Estados Unidos | Reliant Stadium               | 5 Seconds of Summer               | 55,703 / 55,703                  | $4,659,939     |
| 24 de agosto de 2014   | Arlington       | Estados Unidos | AT&T Stadium                  | Jamie Scott                       | 51,074 / 51,074                  | $4,517,012     |
| 27 de agosto 2014      | St. Louis       | Estados Unidos | Edward Jones Dome             | Jamie Scott                       | 52,315 / 52,315                  | $4,281,608     |
| 29 de agosto 2014      | Chicago         | Estados Unidos | Soldier Field                 | 5 Seconds of Summer               | 104,617 / 104,617                | $9,446,247     |
| 30 de agosto de 2014   | Chicago         | Estados Unidos | Soldier Field                 | 5 Seconds of Summer               | 104,617 / 104,617                | $9,446,247     |
| 11 de setembro de 2014 | Pasadena        | Estados Unidos | Rose Bowl                     | 5 Seconds of Summer Jamie Scott   | 165,170 / 165,170                | $12,560,382    |
| 12 de setembro de 2014 | Pasadena        | Estados Unidos | Rose Bowl                     | 5 Seconds of Summer Jamie Scott   | 165,170 / 165,170                | $12,560,382    |
| 13 de setembro de 2014 | Pasadena        | Estados Unidos | Rose Bowl                     | 5 Seconds of Summer Jamie Scott   | 165,170 / 165,170                | $12,560,382    |
| 16 de setembro de 2014 | Glendale        | Estados Unidos | University of Phoenix Stadium | 5 Seconds of Summer               | 56,524 / 56,524                  | $5,035,880     |
| 19 de setembro de 2014 | El Paso         | Estados Unidos | Estádio Sun Bowl              | 5 Seconds of Summer               | 44,910 / 44,910                  | $3,632,097     |
| 20 de setembro de 2014 | Las Vegas       | Estados Unidos | MGM Grand Garden Arena        | —                                 | —                                | —              |
| 21 de setembro de 2014 | San Antonio     | Estados Unidos | Alamodome                     | 5 Seconds of Summer               | 51,575 / 51,575                  | $4,237,714     |
| 23 de setembro de 2014 | Tulsa           | Estados Unidos | BOK Center                    | 5 Seconds of Summer               | 10,100 / 10,100                  | $1,012,051     |
| 25 de setembro de 2014 | Nova Orleans    | Estados Unidos | Mercedes-Benz Superdome       | 5 Seconds of Summer               | 50,349 / 50,349                  | $4,258,450     |
| 27 de setembro de 2014 | Charlotte       | Estados Unidos | PNC Music Pavilion            | 5 Seconds of Summer               | 37,365 / 37,365                  | $2,378,580     |
| 28 de setembro de 2014 | Charlotte       | Estados Unidos | PNC Music Pavilion            | 5 Seconds of Summer               | 37,365 / 37,365                  | $2,378,580     |
| 1 de outubro de 2014   | Atlanta         | Estados Unidos | Georgia Dome                  | 5 Seconds of Summer               | 50,970 / 50,970                  | $4,438,203     |
| 3 de outubro de 2014   | Tampa           | Estados Unidos | Raymond James Stadium         | 5 Seconds of Summer               | 52,158 / 52,158                  | $4,359,855     |
| 5 de outubro de 2014   | Miami           | Estados Unidos | Sun Life Stadium              | 5 Seconds of Summer               | 53,914 / 53,914                  | $4,303,749     |
| Total                  | Total           | Total          | Total                         | Total                             | 3,439,560 / 3,439,560            | $290,178,452   |